# Koumansetta
Koumansetta is een geslacht van straalvinnige vissen uit de familie van de grondels (Gobiidae).

## Soorten
- Koumansetta hectori (Smith, 1957)
- Koumansetta rainfordi Whitley, 1940